# Upplands runinskrifter 633
Upplands runinskrifter 633 är en vikingatida runsten av granitgnejs i Broby, Kalmar socken och Håbo kommun. Runstenen är 1,55 meter hög och 0,80 meter bred. Runhöjden är 8-9 centimeter. Stenen stod tidigare ungefär 2 kilometer ostnordost men återfördes till sin ursprungliga, och nuvarande, plats 1955.

## Inskriften
Translitterering av runraden:
...kifa × lit × raisa × stain × eftiʀ × ulfkitil × bonta × sin han × u(a)ʀ × faþiʀ ' sikr...
Normalisering till runsvenska:
''...kifa let ræisa stæin æftiʀ Ulfkætil, bonda sinn. Hann vaʀ faðiʀ Sig...
Översättning till nusvenska:
... kifa lät resa stenen efter Ulvkel, sin man. Han var fader till Sigr- ...